# Koubia Nord
Koubia Nord ist ein Stadtviertel (französisch: quartier) im Arrondissement Niamey I der Stadt Niamey in Niger.

## Geographie
Das Stadtviertel Koubia Nord befindet sich am nordwestlichen Rand des urbanen Gebiets von Niamey. Gemeinsam mit dem südlichen angrenzenden Stadtviertel Koubia Sud bildet es den Stadtteil Koubia. Koubia Nord liegt wie der gesamte Norden von Niamey in einem Tafelland mit einer weniger als 2,5 Meter tiefen Sandschicht, wodurch nur eine begrenzte Einsickerung möglich ist.

## Geschichte
Der Stadtteil Koubia entstand Ende des 20. Jahrhunderts, seine administrative Trennung in Koubia Nord und Koubia Sud folgte zu Beginn des 21. Jahrhunderts.

## Bevölkerung
Bei der Volkszählung 2012 hatte Koubia Nord 6260 Einwohner, die in 1133 Haushalten lebten.